# 超人類
超人類（Superhuman），是漫畫、動畫等作品的一个术语，用来描述任何拥有超能力还是其他类型能力超越常人的人。成为超人類可以是由包括編輯基因、植入芯片和其他装置改造……，能有的能力包括長生不老还是其他能力增強和改善。

## 相关
- 超人类主义
- DC漫画的超人
- 超人 (筋肉人)（日语：超人 (キン肉マン)）-日本漫画家蚵仔煎创作的漫画作品《筋肉人》的种族，其中包括外星人、机器人、人类超人类。
- 超人 (消歧義)